# Glaucopsyche cyllarus
Glaucopsyche cyllarus är en fjärilsart som beskrevs av S.A. von Rottemburg 1775. Glaucopsyche cyllarus ingår i släktet Glaucopsyche och familjen juvelvingar. Inga underarter finns listade i Catalogue of Life.